# Dominik Sarapata
Dominik Sarapata, né le 25 octobre 2007 en Pologne, est un footballeur polonais qui évolue au poste de milieu offensif au FC Copenhague.

## Biographie

### En club
Né en Pologne, Dominik Sarapata est notamment formé par le Górnik Zabrze. Il joue son premier match en professionnel avec ce club, le 2 février 2025 face au Puszcza Niepołomice, en championnat. Les deux équipes se neutralisent ce jour-là (1-1 score final). Pour ses débuts en professionnel, le jeune milieu de 17 ans impressionne, se démarquant en étant l'un des joueurs offensifs de son équipe les plus en vu.
Lors de l'été 2025 Dominik Sarapata rejoint le FC Copenhague pour un contrat de trois ans, soit jusqu'en juin 2028.
Le 29 juillet 2025, il joue son premier match de Ligue des champions, face KF Drita.

### En sélection
Dominik Sarapata représente la Pologne en sélection, commençant avec l'équipe des moins de 16 ans. Il joue au total quatre matchs entre 2022 et 2023 et marque un but.